# Виживуть п'ятеро
Виживуть п'ятеро — роман-трилер Голлі Джексон, що вийшов у видавництвах Electric Monkey у Великобританії та Delacorte Press у Сполучених Штатах. Книжка вийшла 29 листопада 2022 року і є першим окремим романом авторки. Голлі Джексон — авторка бестселерів із серії «Посібник із вбивств для хорошої дівчинки». «Виживуть п'ятеро» посів перше місце в списку бестселерів для молоді у твердій обкладинці New York Times.

## Короткий зміст
Роман «Виживуть п'ятеро» розповідає про шістьох старшокласників, які вирушають у подорож під час весняних канікул. 17-річна Ред Кенні, головна героїня, приєднується до друзів у подорожі на позиченому фургоні, сподіваючись знайти спокій і розваги після особистих труднощів, зокрема смерті матері. Ред супроводжують найкраща подруга Медді, брат Медді Олівер, його дівчина Рейна та їхні друзі Саймон і Артур. Поки вони їдуть безлюдною частиною Пенсільванії, низка несподіваних подій перетворює їхні канікули на кошмар. Проблеми починаються, коли група робить неправильний поворот і потрапляє на безлюдну дорогу далеко від запланованого маршруту.
По-перше, у фургона спускає колесо, і вони залишаються у пастці, не маючи можливості викликати допомогу через поганий зв'язок. Вони думають, що щойно вдарилися об гострий камінь, і, намагаючись полагодити колесо, виявляють, що пошкодження здається навмисним, ніби хтось навмисно саботував їхній автомобіль. Коли Ред перебуває біля автомобіля, намагаючись зрозуміти, що сталося з шинами, вона помічає щось незвичне. Маленька червона цятка повільно рухається навпроти автофургону, що йде звідкись із лісу. Перш ніж вони розуміють що це, по них стріляють. З темряви хтось стріляє по автофургону. Настає паніка, коли вони розуміють, що стали мішенню. Раптом через приховану рацію лунає незнайомий голос, стає зрозуміло, що там є хтось зі снайперською гвинтівкою, і вони застрягли не випадково. Снайпер ставить їм жахливий ультиматум. Один із шести зберігає таємницю, і поки таємницю не буде розкрито, їм не дозволять піти. Вони повинні знайти правду всередині групи, інакше ніхто з них не виживе. Спочатку група не вірить, думаючи, що це якийсь злий жарт або непорозуміння. Але коли снайпер доводить свою надзвичайну серйозність, стріляючи по об'єктах поблизу, їхні страхи підтверджуються. Опинившись у пастці й оточенні, група підлітків змушена серйозно сприймати вимоги снайпера. Вони розуміють, що снайпер знає інтимні подробиці про них і готовий убити, якщо вони не підкоряться. Група шаленіє, шукаючи секрет, який міг би врятувати їм життя.
Олівер швидко бере ситуацію під контроль. Коли вони починають нападати один на одного, стає очевидним, що в їхній групі друзів є розбіжності, якими снайпер користується. Клаустрофобна атмосфера фургона поєднана з жахом переслідування, доводить усіх до межі витривалості. Поки йде відлік часу, група кілька разів намагається втекти, але кожен план провалюється. Снайпер стріляє надто влучно, і кожна невдала спроба лише робить їх більш відчайдушними. Коли їхній страх зростає, таємниці починають розкриватися. Мама Олівера та Медді, Кетрін, є помічницею окружного прокурора, яка бере участь у справі проти члена філадельфійської мафії Френка Ґротті. Олівер вважає, що таємниця може бути пов’язана зі справою.
Олівер починає звинувачувати Ред, Артура та Саймона у співпраці зі снайпером. Тоді Ред розуміє, що є шанс, що снайпер переслідує її. Ред розповідає, що сама є очевидцем у справі Френка Ґотті. Олівер швидко вирішує, що снайпер переслідує Ред. Він змушує її вийти з фургона в темряву. Снайпер не стріляє, і Ред виживає. Це змушує Олівера запідозрити її причетність до снайпера. Потім Олівер вирішує, щоб його сестра Медді прикинулася Ред і вийшла з фургона. Через план Олівера у Медді влучає снайпер. Потім Ред визнає, що вона не казала правду. Кетрін, мама Олівера та Медді, змусила її брехати. Ред насправді не є очевидцем. Кетрін сказала Ред, що Френк Ґотті вбив маму Ред, а потім пообіцяла їй гроші за неправдиві свідчення.
Після цього Ред вдається подолати радіоперешкоди на рації, але потім Артур різко її розбиває. З’ясовується, що снайпер за межами автофургона — це брат Артура Майк і що вони — сини Френка Ґотті. Потім Артур зізнається, що Френк взагалі не вбивав маму Ред. Саме тоді Ред нарешті розуміє, що Кетрін вигадала історію та збрехала їй. Маму Ред вбила Кетрін. Тоді Медді говорить, визнаючи, що вона вже знала, що її мама Кетрін відповідальна за смерть матері Ред.
Нарешті на місце прибуває поліційна машина. Ред вибігає з фургона, а Артур біжить за нею. Олівер також слідує за ним, маючи намір убити Артура. У хаосі поліціянт стріляє в Ред, оскільки він випадково подумав, що рація в її руці — пістолет, а в Олівера стріляє снайпер. Остання частина книжки містить інформаційний бюлетень, стенограму поліційного радіо та лист від Артура до Ред, де повідомляється, що Ред вижила.

## Створення
Голлі Джексон сказала, що «після серіалу «Посібник з убивства для хорошої дівчинки» я хотіла написати максимально відмінний кримінальний трилер, майже як спосіб для «очищення смаку». І я завжди мріяла написати книгу в реальному часі, щоб вся історія розгорталася за той самий проміжок часу, який потрібен на її прочитання».

## Літературне значення та прийняття
Kirkus Reviews зазначили, що роман «Виживуть п'ятеро» — це «поєднання періодів напруженого трилеру та добре продуманої головоломки, яке створює захопливу історію, що тримає в напрузі». Один із рецензентів Bookgeeks дав змішану рецензію, зазначивши, що іноді «напруга здавалася затягнутою й зайвою, особливо на початку». Водночас у сюжеті є моменти, які справді застають зненацька: «Авторка майстерно змушує вас думати, що ви все розгадали, тоді як насправді істина далека від ваших припущень».

## Нагороди та номінації
Лауреат премії Crimefest Award 2022 за найкращий кримінальний художній роман для молоді.
Номінація на премію The Goodreads Choice Awards як улюблена художня література для молоді (2023).

## Рецензії
- Five Survive | Holly Jackson | Book Review
- https://www.kirkusreviews.com/book-reviews/holly-jackson/five-survive/
- https://www.thebookseller.com/author-interviews/ya-book-prize-shortlist-holly-jackson-discusses-five-survive